# إيه يو دي كاري بيرغ
إيه يو دي كاري بيرغ (بالنرويجية البوكمول: Aud Kari Berg)‏ هي دراجة نرويجية، ولدت في 2 يونيو 1976.

## وصلات خارجية
- إيه يو دي كاري بيرغ على موقع أرشيف الدراجات (الإنجليزية)
- إيه يو دي كاري بيرغ على موقع إحصائيات الدراجات الإحترافية (الإنجليزية)